# Alegranza
Alegranza és una illa d'origen volcànic de la província de Las Palmas, a la Comunitat Autònoma de Canàries. Té una superfície de 12 quilòmetres quadrats. Forma part de l'arxipèlag Chinijo, juntament amb les illes de La Graciosa, Montaña Clara, Roque del Este i Roque del Oeste. Està situada al nord de Lanzarote.